# Siboglinum pellucidum
Siboglinum pellucidum är en ringmaskart som beskrevs av Ivanov 1957. Siboglinum pellucidum ingår i släktet Siboglinum och familjen skäggmaskar. Inga underarter finns listade i Catalogue of Life.